# آرثر سويفت (سياسي)
آرثر سويفت (بالإنجليزية: Arthur Swift)‏ هو سياسي أمريكي، ولد في 1812، وتوفي في 1855. انتخب عضو مجلس نواب تكساس.